# 漚汪
漚汪，是臺灣臺南市將軍區的一個傳統地域名稱，亦是將軍區的古名，全區行政中心所在地，位於該區東南部。相較於今日行政區，其範圍大致包括長榮里、西甲里東大半部、忠嘉里不含東南半葉的北側邊界地帶及西北半葉的西側邊界地帶、將軍里東部中央凸出部分的東側大部分、巷埔里東南端。
本地區境內主要聚落為東甲、西甲、番仔厝、中甲、檳榔林、過港仔、北甲、後港仔、虎安藔，設有將軍國中、 漚汪國小。

## 歷史
台灣日治初期，漚汪地區為一街庄，稱為「漚汪庄」（舊制街庄），隸屬於漚汪堡。該庄昔日北段與巷口庄為鄰，東北與苓仔藔庄為鄰，東與溪州庄、佳里興庄為鄰，南邊東至中南段為番仔藔庄，南邊西段及西邊南段為後港庄，西邊中段及北段分別為角帶圍庄、將軍庄。
1901年（日治明治三十四年）11月11日，全台廢縣廳改設二十廳，該庄隸屬於鹽水港廳。1904年（明治三十七年）4月1日，該庄編入「漚汪區」，隸屬於鹽水港廳。1906年（明治三十九年）4月1日，鹽水港廳內管轄區域調整，該庄仍隸屬於漚汪區。1909年（明治四十二年）10月25日，全台合併二十廳為十二廳，漚汪區改隸屬於臺南廳。1920年（大正九年）10月1日，全台地方制度大改正，廢十二廳改設五州二廳，該庄改制為「漚汪」大字，隸屬於臺南州北門郡將軍庄（新制街庄）。
戰後將軍庄改制為將軍鄉，隸屬於臺南縣，大字亦改制為村。1950年（民國39年）10月25日，雲、嘉、南分治，將軍鄉仍隸屬於臺南縣。2010年（民國99年）12月25日，臺南縣、市合併為直轄臺南市，將軍鄉改制為將軍區，村亦改制為里。

## 聚落
本地區發展較早的聚落為東甲、西甲、番仔厝、中甲、檳榔林、過港仔、北甲、後港仔、虎安藔，在日治初期的官方地圖上已有記載。

## 交通
區道南18線是將軍至苓子寮的道路，經過本地區北部邊界地帶。
區道南19線是學甲至佳里的道路，經過本地區中甲、東甲兩個聚落，其中部分路段與區道南24線共線。
區道南20線是馬沙溝至漚汪的道路，其東側端點（終點）位於本地區中部偏西北、將軍國中旁的區道南21線路口。
區道南21線是溪墘寮至漚汪的道路，其南側端點（終點）位於本地區中部偏南、東甲聚落的區道南19線路口，由此向西北微北會經過中甲、檳榔林、虎安藔三個聚落。
區道南24線是頂潭至埤頭的道路，經過本地區中南部的番仔厝、西甲、東甲三個聚落，其中部分路段與區道南19線共線。
區道南27線是長榮至大路尾的道路，其北側端點（起點）位於本地區南部的區道南19線路口。

### 客運
- 大台南公車[15]

| 編號       | 營運單位 | 路線                         | 備註                             |                          |
| ---------- | -------- | ---------------------------- | -------------------------------- | ------------------------ |
| 藍1        | 興南客運 | 佳里－苓子寮－西埔內－南鯤鯓 |                                  |                          |
| 藍10       | 興南客運 | 佳里－馬沙溝－將軍漁港       | - 部分班次繞駛中社。             |                          |
| 藍10區間車 | 興南客運 | 佳里－馬沙溝                 |                                  |                          |
| 藍14       | 興南客運 | 台一大車隊                   | 學甲區公所－角帶圍－奇美佳里分院 | - 全線使用小黃公車營運。 |
| 藍15       | 興南客運 | 台一大車隊                   | 漚汪－角帶圍－後港－佳里         | - 全線使用小黃公車營運。 |

- 國道客運

| 編號 | 路線       | 營運單位 | 備註                           |
| ---- | ---------- | -------- | ------------------------------ |
| 1628 | 臺北－漚汪 | 統聯客運 | - 部分班次延駛苓子寮、學甲站。 |

## 學校
- 將軍國中
- 漚汪國小

## 公務機關
- 將軍區公所
- 台南市將軍區衛生所
- 臺南市學甲戶政事務所將軍辧事處
- 臺南市政府警察局學甲分局將軍分駐所
- 臺南市政府消防局第三大隊將軍分隊
- 臺南市立圖書館將軍區圖書館
- 中華郵政將軍區郵局
- 將軍區農會

## 公共設施
- 台灣電力公司將軍服務所
- 中華電信將軍服務中心
- 方圓美術館
- 鹽分地帶文化館－香雨書院
- 飛砂崙公園
- 華仁將軍日照中心
- 台灣中油將軍站(直營&自助)

## 旅遊
- 將軍區水圳綠廊步道
- 將軍區木棉花道
- 拜亭古厝
- 林崑岡故居(紀念館)
- 漚汪夜市（週五）
- 牛園
- 漚汪水岸ALLWANTSTAY
- 穀米田

## 寺廟
- 漚汪文衡殿，主祀關聖帝君。
- 西甲清湄宮，主祀天上聖母。
- 東甲聖德殿。
- 恩澤宮。
- 龍興宮。